# Knaften
Knaften (sydsamiska: Knafta) Umesamiska; Knafta, är en småort i Lycksele kommun. Från 2015 avgränsas här två småorter.
Knaften är Lycksele kommuns fjärde största by. 
I byn finns skola, förskola, fritidslokal, pingstkyrka, hyreshus samt en mängd olika egenföretagare och verksamheter som till exempel GG:s Mekaniska & Entreprenad AB och Viltstugan. Den största egenföretagaren i byn är Lycksele Konfektyr AB.